# مورادا (کالیفرنیا)
مورادا (به انگلیسی: Morada) یک منطقهٔ مسکونی در ایالات متحده آمریکا است که در شهرستان سن ژواکین، کالیفرنیا واقع شده‌است. مورادا ۷٫۷۴۰ کیلومتر مربع مساحت و ۳٬۸۲۸ نفر جمعیت دارد و ۱۳ متر بالاتر از سطح دریا واقع شده‌است.